# 北大西洋海流

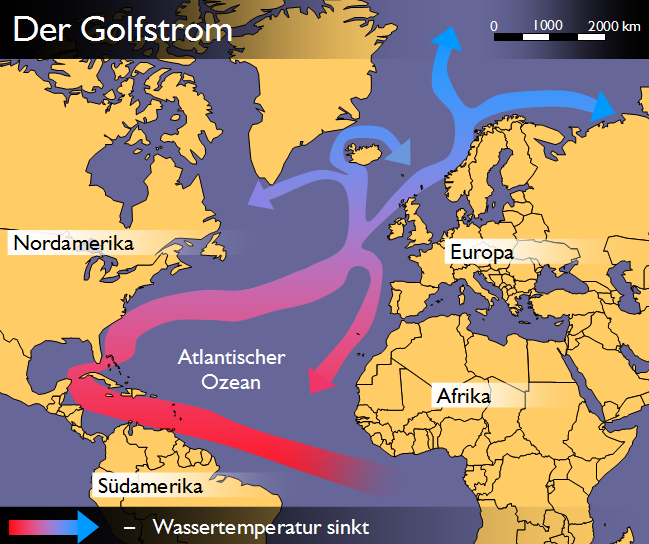
図下側から北赤道海流→メキシコ湾流→北大西洋海流→北上し東グリーンランド海流・東進しノルウェー海流

北大西洋海流（きたたいせいようかいりゅう、英: North Atlantic Current）は、メキシコ湾流から延長してヨーロッパ西岸に向かって流れる暖流である。

## 概要

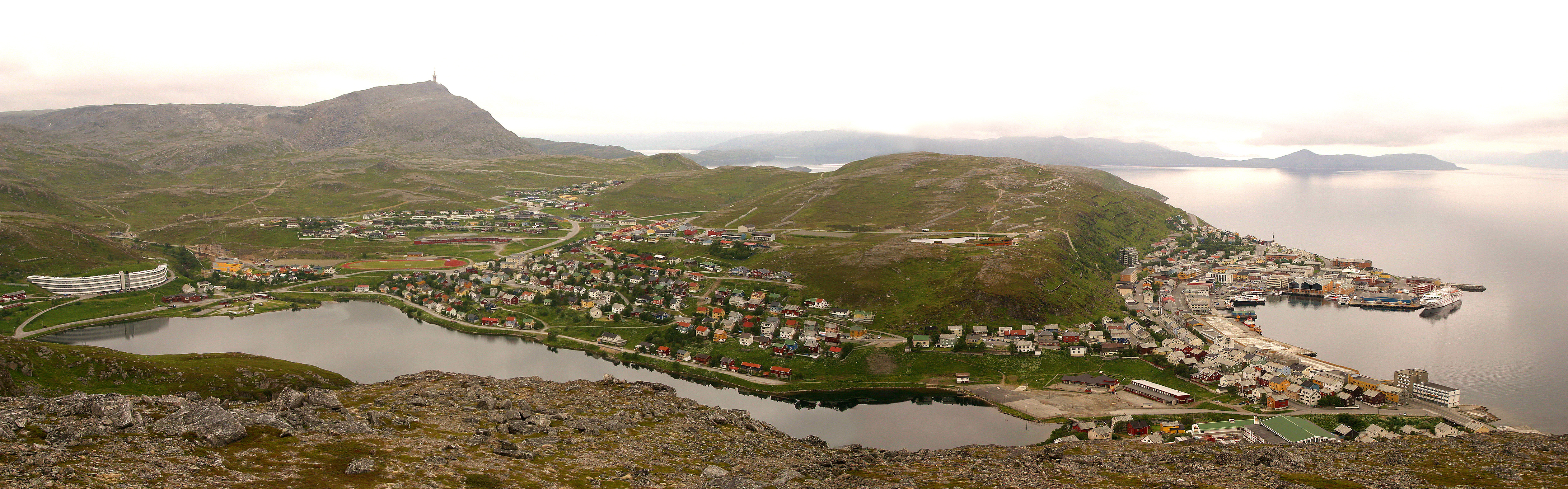
「最北の不凍港」といわれるハンメルフェスト

北大西洋亜熱帯環流の北部分を構成する暖流であり、メキシコ湾流の延長にあたる。北アメリカ大陸東岸から北大西洋を南西から北東方向に流れる幅の広いゆっくりした海流である。メキシコ湾流はニューファンドランド島の沖合、グランドバンク東方の北緯40度、西経50度付近で流路を東に変え、北大西洋海流となって大西洋を横切る。その分流は途中で南に反転して弱いカナリア海流となる一方、本流はノルウェー海に流れ込んでノルウェー海流となり、一部は北上して東グリーンランド海流およびイルミンガー海流となる。表層には反流や渦流があって偏西風や低気圧の影響を受けるため、変動が顕著である。
暖流である北大西洋海流は、偏西風とともに高緯度に位置する西ヨーロッパの冬の寒さを緩和しており、北ヨーロッパやアイスランドを含む西ヨーロッパ各地域に比較的温暖な気候（西岸海洋性気候）をもたらしている。スカンディナヴィア半島西岸の港が不凍港なのもこの影響である。
流量は北太平洋海流とほぼ同量で、毎秒およそ4000万トンにおよぶ。